# Scheggino
Scheggino – miejscowość i gmina we Włoszech, w regionie Umbria, w prowincji Perugia.
Według danych na rok 2004 gminę zamieszkiwało 467 osób, 13,3 os./km².